# 约赫姆·坎普赫伊斯
约赫姆·坎普赫伊斯（1986年4月11日—），生于荷兰格罗宁根，皇家荷蘭足球協會足球裁判，执法荷兰足球甲级联赛、荷兰足球乙级联赛。坎普赫伊斯是皇家荷蘭足球協會认定的高级国内裁判。2011年10月5日，他首次执法荷兰甲级联赛，这场比赛海倫芬體育會与迪加史卓普战成1–1的平局。
2018年4月29日荷兰足球甲级联赛維迪斯職業足球基金會与特温特足球俱乐部的比赛中，維迪斯球员纳法罗内·福尔不慎碰倒了主裁判坎普赫伊斯。坎普赫伊斯起身后，福尔从主裁判的上衣口袋中取出黄牌，模仿裁判处理假摔时的做法向坎普赫伊斯出示了黄牌。